# 1098

## Esdeveniments
- Imperi Seljúcida: els croats capturen Antioquia
- Fundació del Principat d'Antioquia

## Naixements
- Alemanya: Hildegard von Bingen, abadessa benedictina, escriptora, mística i compositora.